# Палестина (историческая область)

Исторические границы римской, византийской и исламской Палестины. Древние границы обозначены зелёным, граница 1922 года — красным цветом

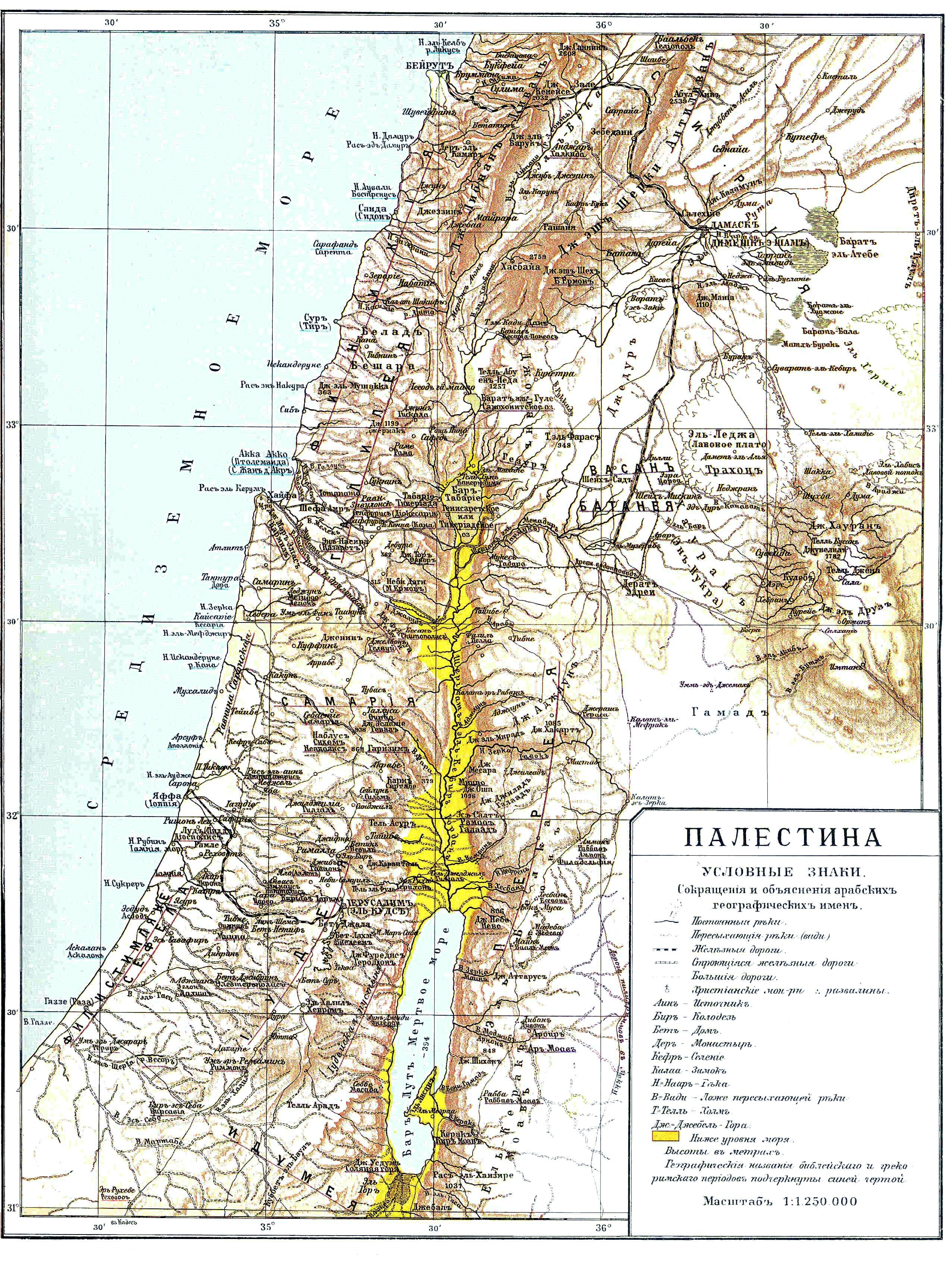
Карта Палестины, 1900 год

Палести́на (др.-греч. Παλαιστίνη [Palaistinê]; от арам. פלשת [Pelešet]; ивр. ארץ פלשת‎ — Филистия; лат. Palaestina; араб. فلسطين‎ — Фаластын) — историческая область на Ближнем Востоке. Границы области примерно охватывают территорию современных сектора Газа; Израиля (включая Голанские высоты); Западного берега реки Иордан; Иордании; части как Ливана, так и Сирии — от Сидона на побережье Средиземного моря до Дамаска, в северной её части, и от Рафиаха до залива Акаба — на юге. Синайский полуостров, как правило, считается отдельной географической зоной.
Другие названия региона — Ханаан (древнее наименование), Земля обетованная (то есть обещанная, дарованная Богом еврейскому народу), Земля Израиля (то есть земля сыновей Израиля — евреев) или Святая земля (отражает её сакральный статус в авраамических религиях).

## Этимология названия
Название «Палестина» происходит от слова «Филистия» (ивр. ארץ פלשת‎ [Э́рец-Пеле́шет]) — названия заселённой в древности филистимлянами (ивр. פלישתים‎ [плишти́м] — «вторгшиеся») части средиземноморского побережья нынешнего Израиля.
В семитских ханаанских языках (финикийский, древнееврейский) эта область, и вся западная часть Плодородного полумесяца в целом, именовалась Кнаан (Кенаан), в современной русском написании — «Ханаан». Ханаан был завоёван еврейскими племенами в середине II тысячелетия до н. э. В Книге Иису́са Нави́на 11:23 упоминается название «Земля Сынов Израиля» (ивр. ארץ בני ישראל‎ [Э́рец Бней Исраэ́ль]).
Некоторые греческие писатели, начиная с Геродота (согласно римским переписчикам), называли эту землю «Сирия Палестинская», или «Палестина». Другие же пользовались общим названием «Сирия» или уточняющим «Келесирия». Применялось также разделение на внутренние области — Иудею и прибрежный район, который рассматривался как часть Финикии.
В 1-й Книге Царств 13:19 в повествовании о войнах царя Саула (примерно 1030 год до н. э.), впервые упоминается название «Земля Израиля» (ивр. ארץ ישראל‎ [Э́рец Исраэ́ль]). К этому времени на всей территории страны по обоим берегам реки Иордан сложилось единое Израильское царство, ставшее в течение следующего столетия крупной державой Древнего Востока под властью царей Саула, Давида и Соломона.
В 930 году до н. э. держава Давида и Соломона распалась на два царства: северное царство стало называться Израиль, а южное царство — Иудея (ивр. יְהוּדָה‎). После завоевания израильского царства Ассирией (722 год до н. э.) название «Иудея» постепенно распространилось и привилось как наименование всей территории страны.
Изгнанные вавилонянами в 586 году до н. э., евреи вернулись и примерно в 520 году до н. э. восстановили Иерусалимский храм, а затем и независимость страны под властью династии Хасмонеев (167—37 годы до н. э.). Название «Иудея» сохранялось и под властью династии Ирода (37 год до н. э. — 4 год н. э.), навязанной иудеям римскими завоевателями.
В 4 году н. э. римляне установили своё непосредственное владычество в стране, провозгласив её римской провинцией — Провинцией Иудея (лат. Iudaea).
Римский император Адриан подавил в 135 году н. э. восстание евреев против Рима под предводительством Бар-Кохбы. Он изменил название Иерусалима на «Элия Капитолина» и приказал всю территорию между Средиземным морем и рекой Иордан называть «Сирия Палестинская» — лат. Syria Palaestina (латинский вариант греческого названия). Переименование было проведено с намерением стереть память об Иудейском царстве. С IV века и до арабского завоевания зе́мли Сирии Палестинской, вместе с частью Синая и частью земель набатейского царства, входили в Византийскую империю как три провинции: Палестина Прима, Палестина Секунда, Палестина Терция.
Арабские завоеватели с 638 года называли страну «Фаластин» в качестве арабской формы названия «Палестина» (в арабском языке отсутствует звук «п»).
Во времена британского мандата название «Палестина» закрепилось за подмандатной территорией. Целью мандата было создание еврейского национального очага. В середине XX века название «палестинцы», образованное от слова «Палестина», стало относиться к арабам, проживавшим на этой территории («палестинский народ», «арабский народ Палестины»), хотя прежде оно определяло всех жителей региона и не носило этнической окраски.
Ещё в 1974 году президент Сирии Хафез Асад называл Палестину «не только частью „арабской родины“, но и основной частью южной Сирии».
В 1994 году, в результате Соглашений в Осло между Израилем и Организацией освобождения Палестины (ООП), была образована Палестинская национальная администрация (ПНА) в качестве руководства на территории, включающей Западный берег реки Иордан и сектор Газа. В настоящее время ПНА частично (наряду с Израилем) контролирует только Западный берег реки Иордан, а сектор Газа фактически контролируется движением ХАМАС, которое, вероятно, собирается добиваться независимости сектора Газа от ПНА.
ПНА стремится к международному признанию независимости Государства Палестина, в связи с чем СМИ часто используют название «Палестина» для обозначения Палестинской автономии и признанного некоторыми странами Государства Палестина. При этом, в документах, подписанных Израилем и ООП по результатам «Соглашений в Осло», употребляется термин «Palestinian Authority» («Палестинская администрация»).

## Административное деление Палестины
Государство Израиль не имеет единого административно-территориального деления на округа; наиболее распространённое деление, принятое МВД, представляет собой семь округов (мехозо́т), статус одного из которых остаётся спорным на международном уровне, 15 подокругов и на 50 естественных регионов.
Палестинская национальная администрация состоит из 16 провинций (мухафазат): 11 на Западном берегу реки Иордан и 5 в Секторе Газа (который де-факто находится под управлением радикального движения ХАМАС).

## География
Регион Палестина исторически делится на следующие географические области: Прибрежная равнина (у Средиземного моря), Галилея (северная часть), Самария (центральная часть, севернее Иерусалима) и Иудея (южная часть, включающая Иерусалим), Заиорданье (Трансиордания) — восточный берег реки Иордан. Этими географическими понятиями оперирует, в частности, Библия. В настоящее время территорию Иудеи и Самарии в русскоязычных источниках принято называть «Западный берег реки Иордан», в англоязычных (в том числе израильских) — «West Bank». Галилея, Самария и Иудея состоят из ряда горных групп, долин и пустынь.
Горы на юге — Иудейское плато, в середине Самарийские горы (Гризим, Гевал (Эйвал)), далее Фавор (Тавор; 562 м над уровнем моря), Малый Хермон (515 м), Кармель (551 м), на севере — Хермон (2224 м). В глубоких впадинах значительно ниже уровня моря находятся Тивериадское озеро (озеро Кинерет; 212 м ниже уровня моря) и Мёртвое море, чьё побережье является самой низкой сушей на Земле — на конец 2015 года, поверхность воды находилась в 430 м ниже уровня моря и продолжала снижаться примерно на 1 м в год.

## История

### Ранняя история
В 3 тысячелетии до н. э. эта территория под названием Ханаан была заселена племенами ханаанеев. 
В XIII в. до н. э. в страну вторглись «народы моря» с Крита и других островов Средиземного моря, нападавшие также и на Египет и закрепившиеся в южной части Средиземноморского побережья, в районе нынешнего сектора Газа. От окрестных семитоязычных народов они получили название плиштим, буквально «вторгшиеся», или филистимляне.
В XI веке до н. э. древнееврейские племена основали Израильское царство, распавшееся в 930 году до н. э. на два: Израильское царство (существовало до 722 года до н. э.) и Иудейское царство (до 586 года до н. э.).

### Античность
Впоследствии область была завоёвана древнеперсидским государством Ахеменидов, затем входила в состав эллинистических государств Птолемеев и Селевкидов (в III—II веках до н. э.).
После победы восстания Маккавеев (167—140 гг. до н. э.) в ней было создано Хасмонейское царство (Иудея), а после захвата Иерусалима Помпеем (63 год до н. э.) территория под названием Иудея стала вассалом Рима, сохранив своё название и при царстве Ирода I из династии идумеев. В 6 году н. э. она перешла под прямое правление Рима как провинция Иудея, включая саму Иудею, Самарию, Галилею и Перею (Заиорданье)
После поражения восстания Бар-Кохбы против римлян в 132 году н. э., римляне изгнали из страны значительное количество евреев и переименовали провинцию Иудея в «Сирия Палестинская», чтобы навсегда стереть память о еврейском присутствии в этих местах. Основное еврейское население в этот период переместилось из Иудеи в Галилею.
В 395—614 годах Палестина была провинцией Византии.
В 614 году Палестина была завоёвана Персией и вошла в состав империи Сасанидов.
После победы над Персией в 629 году, византийский император Ираклий торжественно вступил в Иерусалим — Палестина снова стала провинцией Византии.

### Период арабского владычества (638—1099)
Около 636 года, в самом начале арабских завоеваний, Палестина была завоёвана у Византии мусульманами.
В последующие шесть веков контроль над этой территорией переходил от Омейядов к Аббасидам, к крестоносцам и обратно.
Эпоха арабского владычества в Палестине делится на четыре периода:
1. завоевание и освоение страны (638—660);
2. династия Омейядов (661—750);
3. династия Аббасидов (750—969);
4. династия Фатимидов (969—1099).

### Период крестоносцев (1099—1291)
В 1099 году крестоносцы основали здесь Иерусалимское королевство. Однако уже в 1187 году Салах ад-Дин ибн Айюб взял Иерусалим. Но во время Третьего крестового похода крестоносцы вновь вернули себе Аккон (Акко), Аскалон (Ашкелон) и другие города. Иерусалимское королевство было восстановлено, хотя сам Иерусалим находился в руках мусульман. Столицей стал Аккон.
Летом 1260 года в Палестину вторглись монголы, но в битве при Айн-Джалуте 3 сентября 1260 года их победили египетские мусульмане — мамлюки во главе с Кутузом и Бейбарсом. Это поражение закрыло монголам путь в Северную Африку, а Египет стал самой могущественной державой этого региона. Затем мамлюки начали войну с государствами крестоносцев в Палестине. 18 мая 1291 года пал Аккон, 19 мая — Тир. Падение Сидона произошло в июне, Бейрута — 31 июля. Палестина находилась под властью Египта до времён Османской империи.

### Под властью Османской империи (1516—1917)
В 1517 году территория Палестины была завоёвана турками-османами под предводительством султана Селима I (1512—1520). В течение 400 лет она оставалась частью огромной Османской империи, охватывавшей значительную часть юго-восточной Европы, всю Малую Азию и Ближний Восток, Египет и Северную Африку.
В начале 1799 года в Палестину вторгся Наполеон. Французам удалось овладеть Газой, Рамлой, Лодом и Яффой. Упорное сопротивление турок остановило продвижение французской армии к городу Акко, на помощь туркам пришёл английский флот. Французскому генералу Клеберу удалось одержать победу над турками у Кафр-Каны и у горы Тавор (апрель 1799 года). Однако из-за отсутствия тяжёлой артиллерии Наполеон не сумел овладеть крепостью Акко и был вынужден отступить в Египет.
В 1800 году население Палестины не превышало 300 тысяч, 5 тысяч из которых составляли евреи (главным образом сефарды). Большая часть еврейского населения была сосредоточена по-прежнему в Иерусалиме, Цфате, Тверии и Хевроне. Христиане, численность которых составляла около 25 тысяч, были намного более рассеяны. Главные места концентрации христианского населения — в Иерусалиме, Назарете и Вифлееме — контролировались православной и католической церквями. Остальное население страны составляли мусульмане, почти все — сунниты.
В период 1800—1831 годов территория страны делилась на две провинции (вилайеты). Центрально-восточный горный район, простиравшийся от Шхема на севере до Хеврона на юге (включая Иерусалим), относился к Дамасскому вилайету; Галилея и прибрежная полоса — к вилайету Акко. Большая часть Негева находилась в этот период вне османской юрисдикции.
В 1832 году территория Палестины была завоёвана Ибрагим-пашой, сыном и военачальником вице-короля Египта Мухаммада Али. Его резиденция расположилась в Дамаске. Палестина, северная граница которой достигала Сидона, стала единой провинцией. Египтяне, правившие страной восемь лет (1832—1840), провели некоторые реформы по европейскому образцу, что вызвало сопротивление арабов и восстания в большинстве городов страны, которые были подавлены силой. В период египетского господства проводились широкие исследования в области библейской географии и археологии. В 1838 году египетское правительство разрешило Англии открыть консульство в Иерусалиме (ранее консульства европейских держав существовали только в портовых городах — Акко, Хайфе и Яффе, а также в Рамле). Спустя 20 лет все крупные государства Запада, включая США, имели в Иерусалиме консульские представительства.
В XIX веке Иерусалим снова превратился в важнейший еврейский центр Эрец-Исраэль. Цфат, соперничавший с Иерусалимом за духовное первенство, сильно пострадал в результате землетрясения (1837), унёсшего жизни около 2 тысяч евреев, и пришёл в упадок.
В 1841 году Палестина и Сирия вернулись под непосредственный контроль Турции. К этому времени численность еврейского населения Палестины удвоилась, в то время, как христианского и мусульманского — осталась без изменения.
В 1847 году глава католической церкви папа римский Пий IX восстановил латинский иерусалимский патриархат.
К 1880 году население Палестины достигло 450 тысяч человек (по данным турецкой переписи оседлого населения, чуть больше 270 тысяч человек), из которых 24 тысячи составляли евреи. Большинство евреев страны по-прежнему жили в четырёх городах: Иерусалиме (где евреи составляли более половины всего 25-тысячного населения), Цфате (4 тыс.), Тверии (2,5 тыс.) и Хевроне (800), а также в Яффе (1 тыс.) и Хайфе (300). Иерусалим стал крупнейшим городом в стране. Поток алии увеличился после открытия пароходного сообщения между Одессой и Яффой.
С конца XIX века началось крупномасштабное заселение Палестины евреями, последователями идеологии сионизма.
Первая большая волна современной еврейской иммиграции, известная как Первая алия (ивр. עלייה‎), началась в 1881 году, когда евреи были вынуждены спасаться бегством от погромов в Восточной Европе.
В начале XX века население составляло приблизительно 450 тысяч арабов и 50 тысяч евреев.
Вторая алия (1904—1914 годы) началась после Кишинёвского погрома. Приблизительно 40 тысяч евреев поселилось в Палестине.
28 марта 1917 года во время приближения британской армии (противника Османской империи в Первой мировой войне) к Яффо, всем жителям города было предписано его покинуть, два дня спустя такое же объявление появилось в Тель-Авиве. Остаться было разрешено только феллахам (в связи со сбором урожая) и землевладельцам. За исполнением приказа евреями власти следили значительно строже, чем за исполнением его арабами. 1 апреля Джамаль-паша объявил, что все должны покинуть город в течение 8 суток из-за опасений, что он может быть разрушен до основания. 8 мая агентство «Рейтер» передавало, что Джамаль-паша угрожал евреям судьбой турецких армян.

### Британский мандат

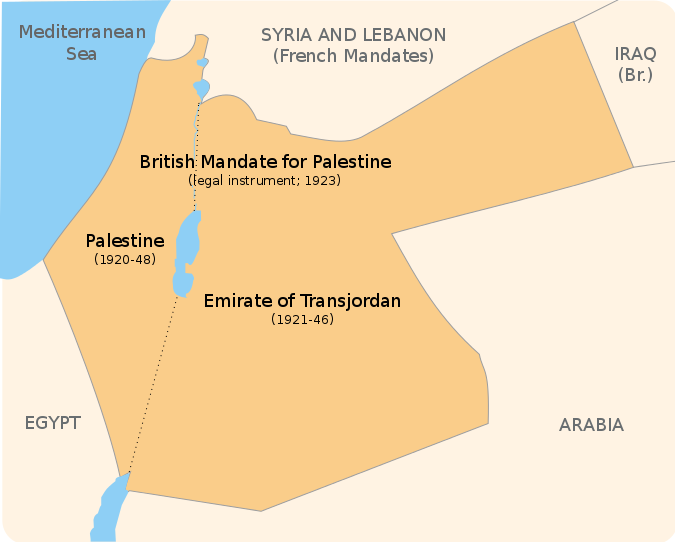
Территория британского мандата в Палестине

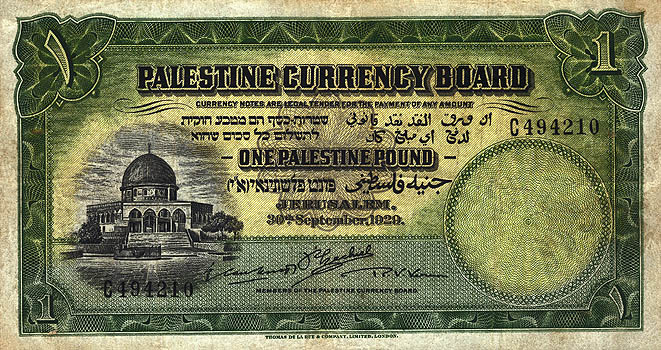
Палестинский фунт

В результате Первой мировой войны в апреле 1920 года на конференции в Сан-Ремо Великобритания добилась мандата на управление территорией Палестины (утверждён Лигой Наций в июле 1922 года). Английская подмандатная территория Палестина включала в себя также территорию, ныне занимаемую Иорданией. 2 ноября 1917 года английское правительство опубликовало декларацию Бальфура, в которой содержалось обещание содействовать созданию в Палестине «национального очага для еврейского народа». Тем не менее в феврале 1922 года Уинстон Черчилль, министр колоний Великобритании, бывший противником реализации принципов декларации Бальфура, принял решение отдать ¾ территории мандата под отдельный эмират Трансиордания, из которого впоследствии (в 1946 году) было образовано независимое королевство Трансиордания.
В 1919—1923 годах (Третья алия) в Палестину прибыли 40 тысяч евреев, в основном из Восточной Европы. Поселенцы этой волны были обучены сельскому хозяйству и могли развивать экономику. Несмотря на квоту иммиграции, установленную британскими властями, еврейское население выросло к концу этого периода до 90 тысяч. Болота Изреэльской долины и долины Хефер были осушены, и земля сделана пригодной для сельского хозяйства.
В то время страну населяли преимущественно арабы-мусульмане, однако самый крупный город, Иерусалим, был преимущественно еврейским.
Из-за Яффских бунтов в самом начале Мандата Британия ограничила еврейскую иммиграцию, и часть территории, планировавшаяся для еврейского государства, была отдана под образование Трансиордании, на территории которой было запрещено селиться евреям.
В 1924—1929 годах (Четвёртая алия) в Палестину приехали 82 тысячи евреев, в основном в результате всплеска антисемитизма в Польше и Венгрии. Впоследствии, однако, приблизительно 23 тысячи эмигрантов этой волны покинули страну. Оседлое арабское население в период между переписями 1922 и 1931 годов выросло на 141 тысячу человек; из этого числа, по оценке американского экономиста Ф. Готтхейла, около 65 тысяч составляли легальные и нелегальные иммигранты.
Подъём нацистской идеологии в 1930-х годах в Германии привёл к Пятой алии, которая была наплывом четверти миллиона евреев, спасавшихся от Гитлера. Этот наплыв закончился Арабским восстанием 1936—1939 годов и изданием Британией «Белой книги» в 1939 году, которая фактически сводила на нет иммиграцию евреев в Палестину. Население Палестины в 1937 году ― 1 383 тысяч человек, из них: арабов ― 61 %, евреев ― 29 %, других национальностей ― 10 %.
По окончании Второй мировой войны еврейское население Палестины составляло 33 % по сравнению с 11 % в 1922 году.

### Последующие события
В 1947 году британское правительство отказалось от мандата на Палестину, аргументируя это тем, что оно не способно найти приемлемое решение для арабов и евреев.
Перед принятием резолюции ООН о разделе Палестины её население составляло 1845 тысяч человек, 608 тысяч человек из которых были евреями. Согласно плану комиссии ООН о разделе Палестины, территория арабского государства должна была составлять 11,1 тысяч км², а территория еврейского государства — 14 тысяч км².
29 ноября 1947 года Организация Объединённых Наций приняла план раздела Палестины (резолюция Генеральной ассамблеи ООН № 181). Этот план предполагал разделение Палестины на два государства — арабское и еврейское. Иерусалим был объявлен международным городом под управлением ООН, чтобы не допустить конфликта по его статусу.
«Ишув» (евреи, проживающие в Израиле) принял этот план, но Лига арабских государств и Высший арабский комитет подмандатной Палестины его отвергли.
В декабре 1947 года Верховный комиссар Палестины представил в министерство по делам колоний прогноз о том, что территория, выделенная под создание арабского государства, будет в результате предполагаемой войны разделена между Сирией (восточная Галилея), Трансиорданией (Самария и Иудея) и Египтом (южная часть).

#### Создание Израиля
14 мая 1948 года на бывшей территории подмандатной Палестины было провозглашено образование государства Израиль.
На следующий день семь арабских государств (Египет, Сирия, Ливан, Трансиордания, Саудовская Аравия, Ирак и Йемен) напали на новую страну, начав тем самым Первую арабо-израильскую войну.
После года боевых действий было объявлено перемирие и определены вре́менные границы, названные «Зелёной чертой». Трансиордания аннексировала то, что впоследствии стали называть Западным берегом и Восточным Иерусалимом, а сектор Газа остался под контролем Египта.
Арабское государство на бывшей подмандатной территории так и не было создано.
В 1967 году в ходе Шестидневной войны вся территория подмандатной Палестины оказалась под контролем Израиля (78 % подмандатной территории Британия отдала арабам — так называемая заиорданская Палестина, часть — саудовским племенам, часть — Сирии).

#### Борьба за создание арабского государства в 1960—2010-х годах
Вопрос о создании арабского государства в бывшей подмандатной Палестине практически был снят с повестки дня до середины 1960-х годов. Созданная в 1964 году Организация освобождения Палестины (ООП) и её союзники не признавали создания государства Израиль и вели против него войну. Арабские страны приняли в августе 1967 года на саммите в Хартуме решение, называемое «тремя „нет“»: нет миру с Израилем, нет признанию Израиля и нет переговорам с ним, и поддерживали ООП.
Ситуация начала меняться в конце 1980-х — начале 1990-х годов после заключения мирного договора между Израилем и Египтом и соответствующих переговоров между Израилем и Иорданией.
В 1993 году, после того как в ходе подготовки решений Соглашений в Осло ООП официально признала Резолюции 242 и 338 Совета безопасности ООН и официально заявила об отказе от стремления к уничтожению Израиля и методов террора, Израиль признал ООП партнёром по переговорам. В результате этих переговоров в 1994 году была создана Палестинская национальная администрация.
29 ноября 2012 года по итогам голосования в Генеральной Ассамблее ООН (138 голосов «за», 9 — «против», 41 страна воздержалась) Ассамблея «предоставила Палестине статус государства-наблюдателя при Организации Объединённых Наций, не являющегося её членом, без ущерба для приобретённых прав, привилегий и роли Организации освобождения Палестины в Организации Объединённых Наций как представителя палестинского народа согласно соответствующим резолюциям и практике».
Руководители ведущих политических партий Израиля осудили содержание речи Махмуда Аббаса на ГА ООН, назвав её «возмутительной и искажающей историю» (лидер оппозиции Шели Яхимович). Министр иностранных дел Авигдор Либерман заявил, что «выступление, полное клеветы, лишь подтверждает тот факт, что пока Абу Мазен стоит во главе палестинцев, он не принесёт своему народу никакого прогресса, а будет использовать его для удовлетворения личных интересов. Абу Мазен навлечёт на палестинцев только лишние страдания, отдалив возможность мирного урегулирования». Канцелярия премьер-министра Израиля заявила, что «речь идёт о бессмысленном шаге, который не повлечёт за собой никаких изменений».
Ранее премьер-министр Израиля Биньямин Нетаньяху заявил, что «Палестинское государство не будет создано без признания палестинцами права Израиля на существование, как еврейского государства, оно не будет создано без получения Израилем гарантий завершения конфликта, и оно не будет создано без обеспечения полной безопасности нашей страны».
Израиль ответил на признание Палестины расширением поселений.

## Спор об историческом праве на Палестину
Вопрос об историческом праве на Палестину между палестинскими арабами и евреями является предметом острых споров.
Некоторые авторы утверждают, что палестинцы являются потомками древнего доеврейского населения Ханаана. Такого мнения придерживался и крайне левый израильский политик и журналист Ури Авнери.
Историки сходятся на том, что в отличие от исчезнувших ханаанеев и филистимлян, еврейское присутствие в Палестине никогда не прерывалось.

## Русское присутствие в Палестине
Русская Палестина — собирательное название земельных владений и недвижимости, принадлежавших Российской империи, а затем и СССР на Ближнем Востоке в XIX—XX веках. Российской империи и в особенности православной церкви России удалось сделать значительные приобретения и даже создать целую инфраструктуру, предназначенную для приёма паломников из России и других православных стран. Она была продана Израилю Советским Союзом в результате так называемой «апельсиновой сделки» в 1960-х годах.
Идут переговоры о возвращении Русского подворья России.